# Hertford College
El Hertford College es uno de los colleges que constituyen la Universidad de Oxford en Inglaterra. Se encuentra en Catte Street, justo enfrente de la entrada principal de la Biblioteca Bodleiana original. En 2006, el college tuvo un presupuesto estimado en 52 millones de libras.

## Historia
El college fue fundado originalmente como Hart Hall en 1282 por Elias de Hertford. En el Oxford medieval, los halls eran las residencias para estudiantes y tutores, y por lo tanto no tenían el mismo rango que los colleges de pleno derecho. Muchas de las grandes mentes del renacimiento inglés estudiaron en lo que se convertiría en el Hertford College, incluido el poeta metafísico John Donne, el satírico Jonathan Swift, el político Thomas Hobbes, y la persona que tradujo la Biblia por primera vez al inglés William Tyndale. El Hall se convirtió en Hertford College en 1740. Debido a problemas de financiación, los edificios del college se llamaron Magdalen Hall (que no estaban relacionados con el Magdalen College) en 1822. En 1874, el combinado Hertford College/Magdalen Hall fue finalmente restablecidos como college de pleno derecho, gracias en gran parte al patrocinio de Sir Thomas Baring.

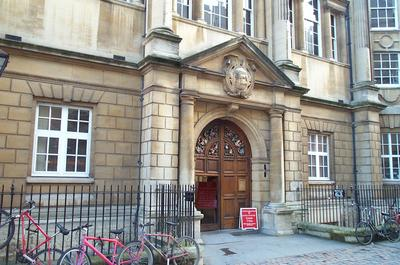
Entrada al College.

El Hertford fue uno de los primeros college mixtos de la universidad. Cuenta con un equilibrio entre hombres y mujeres con una proporción ligeramente superior de mujeres que de hombres. Tradicionalmente visto como un college progresista, en la década de 1960 fue uno de los primeros college que aceptaron a estudiantes de los colegios públicos, y ahora tiene más estudiantes de colegios públicos que de colegios privados.
Más recientemente el college se ha beneficiado de su fuerte base financiera. Con una agresiva política de compra, su biblioteca se ha convertido en una de las más grandes de entre las bibliotecas de los colleges y contiene unos 40.000 volúmenes. Entre estos hay muchos manuscritos raros del siglo XVII y una edición original del Leviatán de Hobbes regalado expresamente al college por su autor, ya que fue allí donde preparó su obra más conocida. Los estudiantes se alojan durante los tres años, ya sea en la sede principal de la universidad o en las propiedades de la universidad principalmente en el norte de Oxford y la zona del Puente de la Locura. Se construyó un nuevo centro de estudiantes de postgrado enfrente del Támesis que abrió en 2000. Los terrenos deportivos del college incluyen un pabellón con facilidades para deportes de equipo; su club náutico ha sido recientemente reconstruido, y el college tiene un nuevo gimnasio para estudiantes. A pesar de la reputación de tener una atmósfera relajada el hertford ha tenido buenos papeles en los exámenes, terminando entre en top cinco de la universidad.

## Sede del college
El college principal consiste en tres patios: el Patio Antiguo, el Patio Nuevo, y el Patio Holywell.

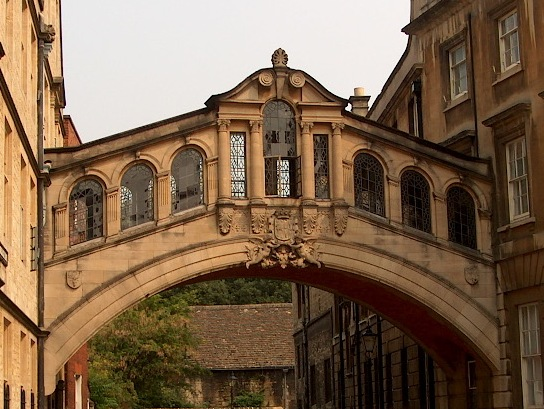
El Puente de los Suspiros.

El Patio Antiguo, como sugiere el nombre, es el más antiguo de los patios. En él están la residencia del rector, la biblioteca, la capilla, el comedor y otros edificios administrativos. Aloja a la mayoría de los profesores y tutores. El Patio Antiguo es el único de los patios del Hertford que tiene césped en medio, como los colleges tradicionales de Oxford, y su entrada llena de hiedra data del siglo XVI. El césped no se puede pisar durante los trimestres Michaelmas y Hilary, pero sí durante el Trinity. Los profesores tienen el privilegio de poder pasar por el césped durante todo el año.
El Patio Nuevo está conectado con el Patio Antiguo vía el famoso Hertford Bridge, también conocido como el Puente de los Suspiros, que fue diseñado por Thomas Gram. Jackson. Este patio está compuesto principalmente por las habitaciones de los estudiantes. Con vistas al Teatro Sheldonian, la Sala Común de los Medianos (de media edad) incorpora parte de una capilla del siglo XVI construida dentro de la antigua muralla de la ciudad. También se encuentra en el Patio Nuevo y tiene prohibido el acceso a todos los estudiantes excepto a aquellos que están matriculados como mayores, es decir en su cuarto año.
El Patio Holywell da la espalda directamente al Patio Nuevo, y los dos están conectados por un pasillo con arcos que contiene las escaleras que conducen hasta el bar subterráneo del Hertford. Éste patio acoge exclusivamente a los estudiantes de primer año así como contiene la Sala Común Junior. La Habitación Baring se encuentra en el piso superior de una de las cinco escaleras que componen el Patio Holywell, y lleve ese nombre en honor al benefactor cuya financiación ayudó al Hertford a hacer la transición entre Hall a college de pleno derecho.

## Profesores del college
- Roy Foster, Profesor de Historia Irlandesa.
- Kay Davies, Profesora de Anatomía.
- Emma J. Smith, Tutor de Inglés y Tutor principal adjunto.
- Tom Paulin, Tutor de Inglés.
- Profesor R. C. E. Devenish, Tutor de Física.

## Profesores eméritos del college
- Peter Baker
- Gerry McCrum
- Roger Van Noorden
- Alan Day

## Profesores honorarios
- John Francis Harcourt
- Ian Brownlie
- Sir Sherard Cowper-Coles
- Mrs Drue Heinz
- Profesor Paul Langford
- Thomas McMahon
- Paul Muldoon
- David Pannick
- Mary Robinson
- David Waddington
- Baronesa Mary Warnock
- General Sir Roger Neil Wheeler
- Profesor Tobias Wolff
- Sir Erik Christopher Zeeman

## Antiguos alumnos
- Richard Addinsell
- Bernard Ashmole
- John Clifford Valentine Behan
- Marian Bell
- Catherine Bennett
- San Alexander Briant, mártir católico.
- Fiona Bruce
- Nick Cohen, periodista político.
- Calvin Cheng
- William Robinson Clark
- Sherard Cowper-Coles
- George Dangerfield
- Samuel Daniel
- David Dilks
- John Donne
- John Meade Falkner
- Adam Fleming
- Charles James Fox
- Krishnan Guru-Murthy
- Nicholas Henderson
- John Coxe Hippisley, político y diplomático.
- Thomas Hobbes
- Leonard Hodgson
- Edward Hyde
- Clement Jackson
- Jeffrey John
- Natasha Kaplinsky
- Soweto Kinch, músico de jazz
- Jurek Martin
- Gavin Maxwell
- Dom Mintoff, antiguo primer ministro de Malta.
- Edward Max Nicholson
- Richard Norton-Taylor
- Peter Pears
- Henry Pelham, antiguo primer ministro Británico.
- Jacqui Smith, actual Ministra del Interior británica.
- Jonathan Swift
- William Tyndale
- Ed Vulliamy
- Evelyn Waugh
- Nathaniel Woodard
- Byron White